# Autumn de Wilde
Autumn de Wilde (Woodstock, 21 ottobre 1970) è una fotografa e regista statunitense, nota per la ritrattistica, foto di musicisti e la direzione di videoclip musicali.

## Biografia
De Wilde è nata il 21 ottobre 1970 a Woodstock, nello stato di New York. Figlia del fotografo Jerry de Wilde, noto per le foto delle icone degli anni Sessanta, tra cui Jimi Hendrix, e del Monterey Pop Festival. Autumn de Wilde non ha avuto un'istruzione formale in fotografia, ma ha imparato da suo padre.
De Wilde ha realizzato le foto per le copertine degli album di Miranda Cosgrove, Elliott Smith, She & Him, Jenny Lewis con i Watson Twins, The Raconteurs, The White Stripes, Fiona Apple, Beck, Built to Spill, Wilco, Monsters of Folk, New Found Glory, oltre ad altri. Inoltre, ha diretto video musicali per The Decemberists, Elliott Smith, Spoon, Ingrid Michaelson, The Raconteurs, Rilo Kiley e Death Cab for Cutie.
I soggetti dei suoi ritratti includono Willie Nelson, Sean Watkins, Ryan Adams, Sonic Youth, Tegan e Sara e Wolfmother. Le foto di De Wilde sono apparse sulla copertina della rivista Spin e nelle pagine di Rolling Stone, Filter, Nylon, Los Angeles Times, Entertainment Weekly e The New York Times . Autumn de Wilde documenta anche i designer di alta moda Kate e Laura Mulleavy di Rodarte.
Nel 2007 Chronicle Books pubblica il libro "Elliott Smith" contenente foto scattate da De Wilde. Nel 2011 esce un cofanetto in edizione limitata dell'album The King Is Dead del gruppo musicale The Decemberist. All'interno si trova una fotografia Polaroid, unica nel suo genere, di Autumn de Wilde appartenente alla serie Impossible Project/Decemberists, un libro a copertina rigida di 72 pagine con oltre 250 fotografie Polaroid di Autumn e illustrazioni di Carson Ellis. Nel 2020 debutta alla regia cinematografica con il film  Emma., tratto dall'omonimo romanzo di Jane Austen.

## Vita privata
De Wilde è stata sposata con il batterista Aaron Sperske. Il filmato del loro matrimonio è stato utilizzato nel videoclip di By Your Side del gruppo musicale Beachwood Sparks. La loro figlia, Arrow de Wilde, è la cantante principale della band Starcrawler di Los Angeles.

## Filmografia

### Regista
- Emma. (2020)